# 毛利昭彦
毛利 昭彦（もうり あきひこ、1975年3月11日 - ）は、日本の男性総合格闘家、プロレスラー。山口県徳山市（現・周南市）出身。毛利道場主宰。
戦国武将毛利元就の末裔であり、入場時には陣羽織を羽織り、幟がはためく中入場する。
地元山口県に自らのジムを主宰し、毛利家に伝わる格言「百万一心」を道場訓にしている。

## 来歴
高校時代にレスリングを経験。2000年頃から総合格闘技の練習を始め、自主興行Rock Upで経験を積み、2003年にプロデビュー。
2007年7月16日、HERO'S 2007 ミドル級世界王者決定トーナメント開幕戦のオープニングファイトで有村修也と対戦し、3-0の判定勝ち。
2009年5月2日、戦極 〜第八陣〜で真騎士と対戦し、反則のサッカーボールキックを受け失格勝ちとなった。
2010年1月24日、DEEP 45 IMPACTで岸本泰昭と対戦し、0-3の判定負け。
2010年4月25日、吉田秀彦引退興行 〜ASTRA〜で長倉立尚と対戦し、パウンドでTKO勝ち。
2011年12月3日、韓国で開催されたROAD FCでイ・ジェソンと対戦し、0-3の判定負け。
2012年7月14日、IGFで冨宅飛駈と対戦し、TKO勝ち。

## 戦績
| 総合格闘技 戦績 | 総合格闘技 戦績 | 総合格闘技 戦績 | 総合格闘技 戦績 | 総合格闘技 戦績 | 総合格闘技 戦績 | 総合格闘技 戦績 |
| --------------- | --------------- | --------------- | --------------- | --------------- | --------------- | --------------- |
| 23 試合         | (T)KO           | 一本            | 判定            | その他          | 引き分け        | 無効試合        |
| 11 勝           | 4               | 2               | 4               | 1               | 1               | 0               |
| 11 敗           | 3               | 1               | 7               | 0               | 1               | 0               |

| 勝敗 | 対戦相手       | 試合結果                             | 大会名                                                                 | 開催年月日     |
| ×    | 近藤有己       | 5分2R終了 判定0-3                    | DEEP 122 IMPACT                                                        | 2024年11月4日  |
| ×    | 児山佳宏       | 5分2R終了 判定0-2                    | プロフェッショナル修斗公式戦山口大会「闘裸男31」                       | 2023年12月3日  |
| ○    | 宮崎清孝       | 2R 2:04 肩固め                       | プロフェッショナル修斗公式戦山口大会「闘裸男28」                       | 2022年12月4日  |
| ×    | 小見川道大     | 3R 1:49 TKO（スタンドパンチ）        | DEEP 92 IMPACT                                                         | 2019年10月22日 |
| ○    | 武田飛翔       | 2R 2:37 KO (パウンド)                | プロフェッショナル修斗公式戦山口大会「闘裸男22」Direction of the Cage2 | 2018年7月1日   |
| ×    | イ・ジェソン   | 5分3R終了 判定0-3                    | ROAD FC 005: Night of Champions                                        | 2011年12月3日  |
| ○    | 長倉立尚       | 1R 1:04 TKO（左フック→パウンド）     | 吉田秀彦引退興行 〜ASTRA〜                                             | 2010年4月25日  |
| ×    | 岸本泰昭       | 5分2R終了 判定0-3                    | DEEP 45 IMPACT                                                         | 2010年1月24日  |
| ○    | イ・ヒョンコル | 5分2R終了 判定2-1                    | 日韓親善国際格闘技大会 GLADIATOR 岡山大会                              | 2009年11月3日  |
| ○    | 真騎士         | 1R 4:20 失格（サッカーボールキック） | 戦極 〜第八陣〜                                                        | 2009年5月2日   |
| ×    | キム・テキュン | 5分2R終了 判定0-3                    | 日韓親善国際格闘技大会 GLADIATOR                                       | 2008年8月16日  |
| ×    | 深見智之       | 2R 1:43 肩固め                       | DEEP PROTECT IMPACT in OSAKA                                           | 2007年12月22日 |
| ○    | 有村修也       | 5分2R終了 判定3-0                    | HERO'S 2007 ミドル級世界王者決定トーナメント開幕戦                     | 2007年7月16日  |
| ○    | 宮崎裕治       | 1R 2:34 腕ひしぎ十字固め             | PANCRASE 2007 RISING TOUR                                              | 2007年2月4日   |
| ×    | キム・ドヒョン | 5分2R終了 判定0-3                    | MARS 06 "RAPID FIRE" 【MFCチャレンジ ライト級トーナメント 決勝】       | 2006年12月22日 |
| ○    | キム・ヨンス   | 5分3R終了 判定2-1                    | MARS bodogFIGHT 01 【MFCチャレンジ ライト級トーナメント 1回戦】        | 2006年10月4日  |
| ×    | 坪井淳浩       | 2R 3:59 TKO（パウンド）              | HEAT 2nd.                                                              | 2006年9月23日  |
| ○    | 武重賢司       | 5分2R終了 判定3-0                    | REALRHYTHM 4th STAGE                                                   | 2006年7月30日  |
| ○    | 棟本泰樹       | 1R 0:39 TKO（パンチ連打）            | club DEEP 広島 モンスターチャレンジ                                    | 2006年5月27日  |
| △    | 鬼木貴典       | 5分2R終了 時間切れ                   | club DEEP 福岡 天下一祭り                                              | 2005年4月10日  |
| ○    | KAZE           | 1R 3:01 TKO（パウンド）              | club DEEP 6th in 福岡パヴェリアホール 〜Team-ROKEN 鬼木祭り〜          | 2004年3月20日  |
| ×    | 佐東伸哉       | 5分2R終了 判定0-3                    | DEMOLITION                                                             | 2003年12月27日 |
| ×    | キン・キン     | 1R TKO                               | Kushima's Fight 4                                                      | 2003年2月23日  |

## 獲得タイトル
- 第1回Rock Up 2000トーナメント 優勝（2000年）

## テレビ出演
- ジャパーン47ch 2時間SP(TBS)
- 日本一受けたい授業(日本テレビ):毛利元就の子孫であることを明かし、番組内では三本の矢をアッサリ折っていた。
- 格闘王(TBS)
- 最強格闘技・戦極G(テレビ東京)
- おはようちゅうごく(NHK山口)
- 情報維新山口(NHK山口)

## 雑誌掲載
- 山口県周南地区地域経済の活性化、子供支援活動を目的とする企画・雑誌であるMIRAIにおいて、応援したい活動12件の1つとして「闘将・毛利昭彦×MIRAIでこの街をかえる活動を応援。」（子どもの空手育成、地元の格闘家育成、若者をヒーローに）が挙げられている（2013年4月号）。